# Арагонский алфавит
Арагонский алфавит — алфавит на основе латинского, состоящий из 23 букв. Используется для арагонского языка (диалекта).

## Буквы
| Графема | Название | Транскрипция | Графема | Название        | Транскрипция        |
| ------- | -------- | ------------ | ------- | --------------- | ------------------- |
| Aa      | a        | [a]          | Bb      | be              | [be]                |
| Cc      | ca       | [ka]         | Dd      | de              | [d̪e]                |
| Ee      | e        | [e]          | Ff      | fe              | [fe]                |
| Gg      | gue      | [ge]         | Hh      | ache            | ['aʧe]              |
| Ii      | i        | [i]          | Ll      | le              | [le]                |
| Mm      | me       | [me]         | Nn      | ne              | [ne]                |
| Ññ      | ñe       | [ɲe]         | Oo      | o               | [o]                 |
| Pp      | pe       | [pe]         | Qq*     | cu              | [ku]                |
| Rr      | re       | [re]         | Ss      | se              | [se]                |
| Tt      | te       | [t̪e]         | Uu      | u               | [u]                 |
| Xx      | xe       | [ʃe]         | Yy      | i grieca или ye | [i'ɣɾjeka] или [ʝe] |
| Zz      | zeta     | [θeta]       |         |                 |                     |

*Используется только в составе диграфа qu.

### Диграфы
| Графема | Название | Транскрипция | Графема | Название | Транскрипция |
| ------- | -------- | ------------ | ------- | -------- | ------------ |
| Ch ch   | che      | [ʧe]         | Gu gu   | gue      | [ge]         |
| Ll ll   | lle      | [ʎe]         | Qu qu   | cu       | [ku]         |
| rr      | re dople | [re'dople]   |         |          |              |

Буква g всегда обозначает звонкий велярный взрывной звук [g], но сочетаний gi, ge в арагонском языке не бывает, в этих случаях используется диграф gu. Также буква c не встречается перед i и e, вместо неё используется диграф qu. Диграф ll обозначает боковой палатальный сонант [ʎ]. Диграф rr встречается только между гласными и обозначает Альвеолярный вибрант [r].

### Другие буквы
| Графема | Название  | Транскрипция | Графема | Название | Транскрипция |
| ------- | --------- | ------------ | ------- | -------- | ------------ |
| Kk      | ca grieca | [ka'ɣrjeka]  | Vv      | be baxa  | [be'baʃa]    |
| Jj      | jota      | ['xota]      | Ww      | be dople | [be'dople]   |

В иностранных словах также встречаются буквы K (обычно заменяется на C или Q), V (заменяется на B) и W (в зависимости от чтения в исходном языке заменяется на B или на Gü). В заимствованных испанских словах используется буква J, обозначающая несвойственный арагонскому языку звук [x], по этой причине J имеет тенденцию заменяться на Ch или X. Ü используется для указания на раздельное прочтение диграфа gu — lingüista [liŋgwista], guerra [gera].

## Чтение букв
Арагонские буквы, обозначающие гласные звуки, A, O, U, E, I во всех позициях читаются одинаково как соответствующие им русские А, О, У, Э, И в ударной позиции. U и I в составе дифтонга читаются как английская буква W и Й русская соответственно.
- B — как русская б в слове барабан.
- C — как к в кактус.
- Ch — как ч в чёрный.
- D — как д в дверь.
- F — как ф в фигура.
- G — как г в огонь.
- Gu — встречается в буквосочетаниях gui и gue читается как ги и гэ соответственно.
- H — не читается, используется для различения омофонов.
- L — как л в лига.
- Ll — как итальянское gl в figlio или испанское ll в llama.
- M — как м в маргарин.
- N — как н в внук.
- Ñ — как итальянское gn в signatura или испанская ñ в niño.
- P — как п в папа.
- Qu — встречается в буквосочетаниях qui и que читактся как ки и кэ соответственно.
- R — между гласными как русская р в ссора, в остальных случаях читается как испанское rr в perro.
- rr — как испанское rr в perro.
- S — как русская с в собака.
- T — как русская т в табурет.
- X — как русская ш в шашлык.
- Y — как русская й в йогурт.
- Z — как испанская z в zorro или английское th в thing.